# David Sedaris

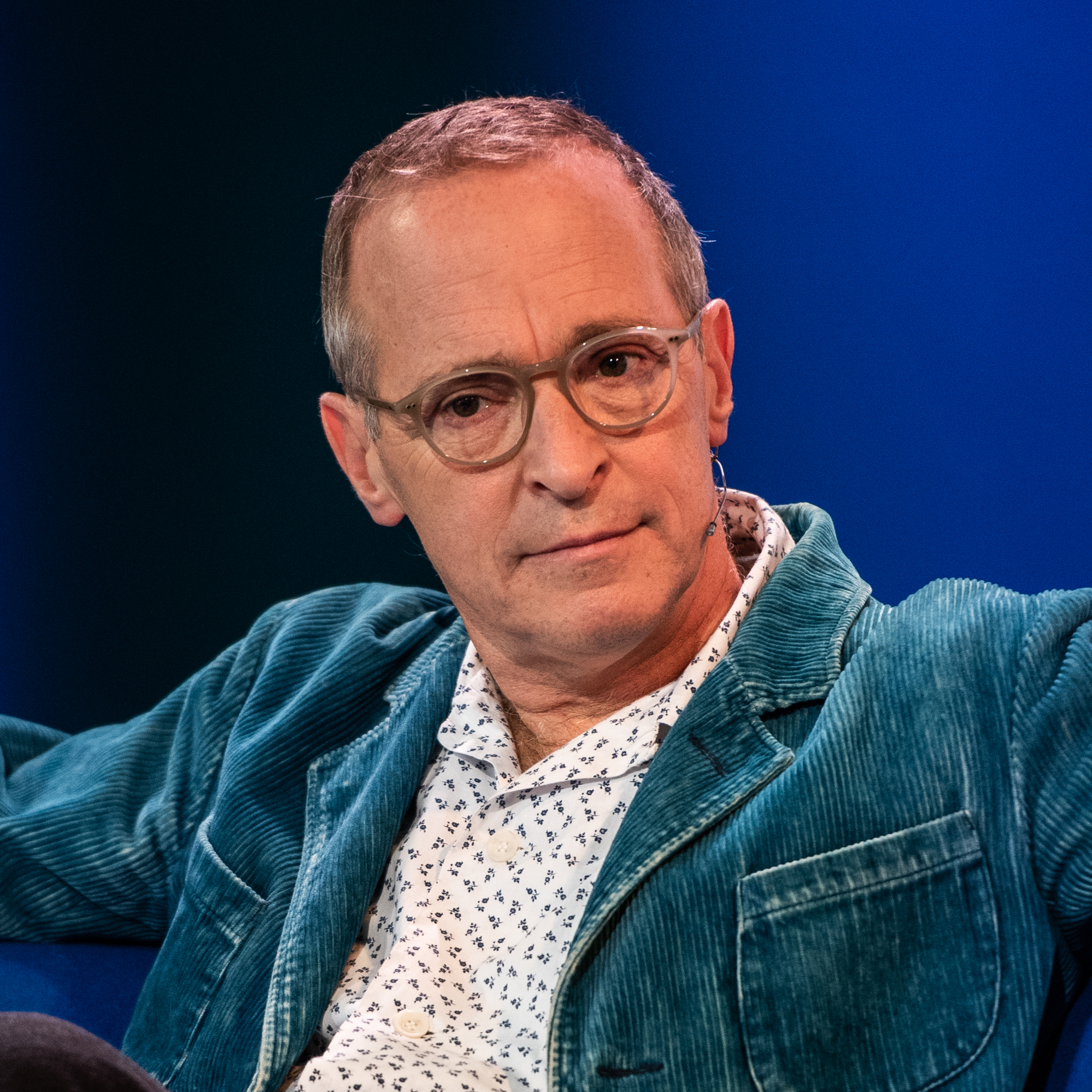
David Sedaris auf der Frankfurter Buchmesse (2018)

David Sedaris (* 26. Dezember 1956 in Binghamton) ist ein US-amerikanischer humoristischer Autor, Essayist und Radiomitarbeiter. Viel seines Witzes ist autobiographisch und bezieht sich auf seine große Familie, sein griechisches Erbe, seine verschiedenen Jobs, seine Erziehung und Beziehungen, Drogenmissbrauch, Homosexualität und sein Leben als Auswanderer in Frankreich mit seinem Partner Hugh.

## Leben und Wirken
Sedaris wuchs in Raleigh auf; sein Vater war Mitarbeiter bei IBM. Er hatte fünf Geschwister. Er schrieb sich zunächst an der Kent State University ein, brach das Studium jedoch 1977 ab. Seinen Bachelor machte er zehn Jahre später (1987) am Art Institute of Chicago. In der Jugend und seinen Zwanzigern versuchte er sich in Performance-Kunst, deren ausbleibenden Erfolg er in einigen Geschichten verarbeitete. Sedaris litt in seiner Jugend an einer leichten Form des Tourette-Syndroms und einer Zwangsstörung; auch dies thematisierte er in einer seiner Kurzgeschichten.

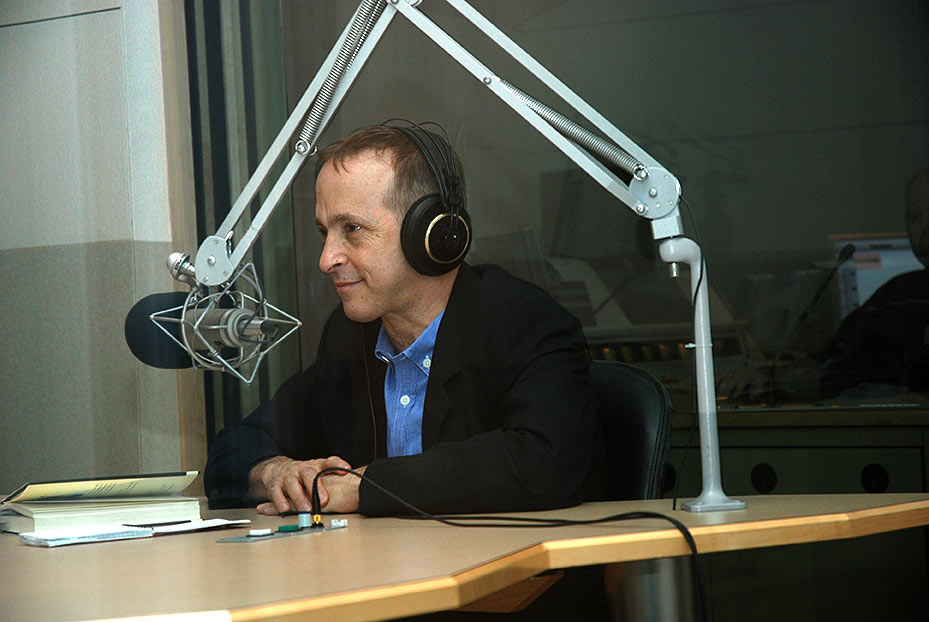
David Sedaris (Juni 2008)

Nach vielen verschiedenen Gelegenheitsjobs in Raleigh, Chicago und New York erlangte er erstmals Aufmerksamkeit mit seinem Radio-Essay The SantaLand Diaries, in denen er seine Erfahrungen als Elfendarsteller im Kaufhaus Macy’s um die Weihnachtszeit in New York beschreibt. Dieses Stück ging erstmals 1992 auf Sendung, 1996 erstmals in Großbritannien.
Sein erstes Buch Fuselfieber ist eine Sammlung von Essays und Kurzgeschichten. Andere Veröffentlichungen seiner Essays sind Nackt und Ich ein Tag sprechen hübsch. Verschiedene seiner Bücher, inklusive Dress Your Family in Corduroy and Denim (deutsch: Nachtprogramm) erklommen die Spitze der New-York-Times-Bestseller-Liste.
Sedaris tritt in besonderer Weise als Redner und Vorleser seiner Werke hervor. Er schreibt Theaterstücke (etwa: The Book of Liz) zusammen mit seiner Schwester, der Schauspielerin Amy Sedaris, und führt sie gemeinsam mit ihr auf. Ihr kleines Theaterensemble nennen sie „The Talent Family“.
Zurzeit lebt er mit seinem Partner, dem Maler und Bühnenbildner Hugh Hamrick, in einem Landhaus in Rackham, West Sussex, England, und in New York. Er schreibt unter anderem für die New York Times, The New Yorker und Esquire.

## Rezeption
2001 zeichnete ihn das Time Magazine als „Humorist of the Year“ aus und er erhielt den nach James Thurber benannten Preis für Amerikanischen Humor.
Kritikerin Katherine Gantz beschrieb Nackt als „fesselnd“ („absorbing“); sie habe das Buch in einem Nachmittag „begierig konsumiert“. Sie lobte Sedaris’ „stilvolle“ Mischung von Autobiographie mit einer Nüchternheit, die nicht moralisiert. Sein deutscher Übersetzer Harry Rowohlt kritisierte in Bezug auf Nackt:

„Außer dass er nicht schreiben kann, hat er noch eine zusätzliche Macke, an welcher man untrüglich erkennen kann, dass jemand eine Macke hat und nicht schreiben kann: Wenn er mal ein Verb lieb gewonnen hat, ein ganz unverdächtiges Verb, to approach z. B., verwendet er es einmal, zwei Sätze später nochmal, dann auf der nächsten Seite nochmal, und dann hat er’s gottlob wieder vergessen. Und dann kommt to frame dran.“

Allerdings übersetzte Rowohlt auch noch Fuselfieber sowie Ich ein Tag sprechen hübsch und las die Hörbücher von Holidays on Ice und Ich ein Tag sprechen hübsch ein. Auf die Frage „Kann der Übersetzer das Original verbessern?“ antwortete Rowohlt am 27. Februar 2007 in Der Standard: „Dürfte er eigentlich nicht. Ich habe drei Bücher von David Sedaris übersetzt, und ich hasse es, Leute zu übersetzen, deren Englisch schlechter ist als mein Deutsch, aber Sedaris‘ Englisch ist sogar schlechter als mein Englisch, was man der Übersetzung natürlich leider nicht mehr anmerkt, insofern ist sie nicht werktreu.“
Eine Reihe deutscher Kritiker lobte den Humor und den Sprachwitz in Sedaris’ Veröffentlichungen, so unter anderem Manfred Papst (Neue Zürcher Zeitung), Andrea Neuhaus (Frankfurter Allgemeine Zeitung), Helmut Mauró und Merten Worthmann (Süddeutsche Zeitung). Harald Martenstein bezeichnete ihn als seinen „Lieblingskolumnisten“.

## Auszeichnungen und Ehrungen
- 2001: Thurber Prize for American Humor
- 2001: Lambda Literary Award (Kategorie: Humor) für Me Talk Pretty One Day
- 2001: Time (Kategorie: Humorist of the Year)[14]
- 2004: Nominierung für den Grammy Award (Kategorie: Best Spoken Word Album) für das Hörbuch von Dress Your Family in Corduroy and Denim[15]
- 2004: Nominierung für den Grammy Award (Kategorie: Best Comedy Album) für die Aufnahme Live at Carnegie Hall[15]
- 2005: Lambda Literary Award (Kategorie: Humor) für Dress Your Family in Corduroy and Denim
- 2008: Ehrendoktor der Binghamton University in New York[16]
- 2008: Nominierung für den Grammy Award (Kategorie: Best Spoken Word Album) für When You Are Engulfed In Flames[15]
- 2013: Nominierung für den Grammy Award (Kategorie: Best Spoken Word Album) für Let's Explore Diabetes With Owls[15]
- 2018: Terry Southern Prize for Humor der Paris Review[17]
- 2018: Ehrendoktor für Bildende Kunst des Oberlin College, Ohio[18]
- 2019: Mitglied der American Academy of Arts and Letters[19]

## Werke

### Originalausgaben
- Barrel Fever. Little, Brown & Co., Boston 1994, ISBN 0-575-40073-0.
- Naked. Boston 1997, ISBN 0-316-77949-0.
- Holidays on Ice: Stories. Boston 1997, ISBN 0-316-77923-7.
- Santaland Diaries & Seasons Greetings: 2 Plays. Dramatists Play Service Inc, 1998, ISBN 0-8222-1631-0.
- Me Talk Pretty One Day. Boston 2000, ISBN 0-349-11391-2.
- The David Sedaris Box Set. Unabridged Edition 2002, ISBN 1-58621-434-9.
- The Book of Liz. (mit Amy Sedaris), 2002, ISBN 0-8222-1827-5. (Comic play)
- Dress Your Family in Corduroy and Denim. Boston 2004, ISBN 0-316-14346-4.
- Children Playing Before a Statue of Hercules. 2005, ISBN 0-7432-7394-X. (Sammlung von Kurzgeschichten anderer Autoren; Sedaris war Herausgeber und schrieb die Einleitung.)
- When You are Engulfed in Flames. London 2008, ISBN 978-1-4087-0092-1.
- Squirrel Seeks Chipmunk: A Modest Bestiary. 2010, ISBN 978-0-316-03839-3.
- Let's Explore Diabetes With Owls. Little, Brown & Co., Boston 2013, ISBN 978-0-316-15469-7.
- Theft by Finding: Diaries (1977–2002). Little, Brown & Co., Boston 2017, ISBN 978-0-316-15472-7.
- Calypso. Little, Brown & Co., Boston 2018, ISBN 978-1-4087-0784-5.
- A Carnival of Snackery: Diaries (2003–2020). Little, Brown, London 2021, ISBN 978-1-4087-0785-2.

### In deutscher Übersetzung
- Holidays on Ice. Aus dem Amerikanischen von Harry Rowohlt. Haffmans, Zürich 1999, ISBN 3-251-00455-7.
- Nackt. Aus dem Amerikanischen von Harry Rowohlt. Haffmans, Zürich 1999, ISBN 3-453-87319-X.
- Fuselfieber. Aus dem Amerikanischen von Harry Rowohlt. Haffmans, Zürich 2000, ISBN 3-251-00466-2.
- Ich ein Tag sprechen hübsch. Aus dem Amerikanischen von Harry Rowohlt. Haffmans, Zürich 2001, ISBN 3-251-00497-2.
- Hundeleben. Diana, München/Zürich 2002, ISBN 3-8284-0074-4. (Achtzehn Gedichte über Hunde, nachgedichtet von Harry Rowohlt)
- Nachtprogramm. Dt. von Georg Deggerich. Heyne, München 2004, ISBN 3-453-00079-X.
- Gute Nackt-Geschichten. Gerd Haffmans bei Zweitausendundeins, Frankfurt am Main 2005, ISBN 3-86150-560-6. (Nackt und Ich ein Tag sprechen hübsch in einem Band)
- Schöner wird’s nicht. Dt. von Georg Deggerich. Blessing, München 2008, ISBN 978-3-89667-385-5.
- Das Leben ist kein Streichelzoo: Fiese Fabeln. Dt. von Georg Deggerich. Blessing, München 2011, ISBN 978-3-89667-444-9.
- Sprechen wir über Eulen – und Diabetes. Dt. von Georg Deggerich. Blessing, München 2013, ISBN 978-3-89667-506-4.
- Wer’s findet, dem gehört’s. Meine Tagebücher und ich. Dt. von Georg Deggerich. Blessing, München 2017, ISBN 978-3-89667-574-3.
- Calypso. Dt. von Georg Deggerich. Blessing, München 2018, ISBN 978-3-89667-635-1.
- Bitte lächeln! Aus dem Englischen von Georg Deggerich. Originaltitel Happy-Go-Lucky. Blessing, München 2023, ISBN 978-3-89667-713-6.
- Kleine Happen – Tagebücher 2003–2020, Originaltitel  A Carnival of Snackery, Dt. von Georg Deggerich, Blessing, München 2023, ISBN 978-3-89667-714-3

## Sonstiges
In der 20. Folge der 16. Staffel der Fernsehserie Die Simpsons mit dem Titel Schau heimwärts, Flanders hört Lisa eine Radiosendung mit dem Titel Teegeplauder mit Amy Lavigne Gonzales. In dieser Sendung wird angekündigt, dass David Sedaris „einen schrägen Blick auf Amerikas überfüllte Gefängnisse“ werfe.
Die Käferart Darwinilus sedarisi, die einen auffallend metallisch-grünen Oberkörper hat, ist im Februar 2014 nach Charles Darwin, der ihn im September 1832 während seiner Reise mit der HMS Beagle in Bahía Blanca (Argentinien) gefunden hat, und David Sedaris benannt worden.